# Pacific Seafood
Pacific Seafood er en amerikansk fiskeri-, fiske- og akvakulturvirksomhed med hovedkvarter i Portland, Oregon. Virksomheden blev etableret i 1941 i forbindelse med åbningen af en mindre fiskehandel i Portland. Den familieejede virksomhed vækstede og er i dag i blandt de største i USA indenfor fisk og skaldyr. Pacific Seafood har over 2.500 ansatte og er ejet af familien Dulcich. Pacific Seafood ejer selv 13 fiskerifartøjer, men får leveret fisk og skaldyr fra 819 uafhængigt ejede fiskerifartøjer. Virksomhedens fiskeprodukter sælges under mærker som Pacific Seafood, Texas Wild og Penn Cove.